# Amolops chunganensis
Amolops chunganensis là một loài ếch trong họ Ranidae.
Loài này có ở Trung Quốc, Việt Nam, và có thể cả Myanma.
Các môi trường sống tự nhiên của chúng là các khu rừng ôn hòa, rừng ẩm vùng đất thấp nhiệt đới hoặc cận nhiệt đới, rừng mây ẩm nhiệt đới và cận nhiệt đới, và sông.
Nó không được xem là bị đe dọa theo IUCN.